# Massenvergewaltigung in Luvungi
Bei der Massenvergewaltigung in Luvungi wurden 2010 mindestens 242 Frauen, darunter auch 20 Kinder, in der Ortschaft Luvungi in der Provinz Nord-Kivu im Osten der Demokratischen Republik Kongo teilweise mehrfach vergewaltigt.

## Verlauf
Der Ort wurde wie zwölf andere Orte, darunter das Verwaltungszentrum Mpofi in der Nähe, vom 30. Juli bis zum 4. August 2010 von den Forces Démocratiques de la Libération du Rwanda (FDLR, Demokratische Kräfte zur Befreiung Ruandas) und Milizen der Mai-Mai Cheka besetzt gehalten.
Die Vergewaltigungen gingen mit massiver physischer Gewalt einher und fanden größtenteils durch zwei bis sechs Männer gleichzeitig und vor den Augen der Familien statt. Frauen berichteten auch von Schlägen und Misshandlungen von Babys. Die Vergewaltigungen waren Teil einer sogenannten Bestrafungsaktion der FDLR, die durch Notizen an Bäumen und Häuserwänden im Vorfeld angekündigt wurde. Während der Vergewaltigungen fielen in der Gegend mehrfach die Funkmasten aus. Die Telefongesellschaft spricht von technischen Pannen. Es wurde aber auch Sabotage vermutet.

## UN-Mission im Kongo
Vertreter der im Ort tätigen Hilfsorganisation International Medical Corps beschuldigten die Mitglieder der UN-Mission im Kongo der Untätigkeit. Es gab unterschiedliche Angaben über die Entfernung der Blauhelme von Luvungi, nämlich zwischen 16 und 30 Kilometer. Die Organisation hat sich hierzu nicht geäußert. Die UNO-Soldaten gingen weder gegen die Offensive noch gegen die Straßensperren vor und bekamen auch keine Verstärkung. Vertreter der Mission behaupten, sie wurden weder von der Bevölkerung noch von den Behörden in Kenntnis gesetzt.

## Mögliche Täter
Die ersten Medienberichte sprachen von einer gemeinsamen Aktion der FDLR und der Mai-Mai Cheka.
Anderen Berichten zufolge waren die Vergewaltigungen eine Racheaktion der FDLR gegen die Angehörigen der Mai-Mai Cheka, deren Familien angeblich aus Luvungi stammen, wegen eines Streites um Goldminen. So sollen die Frauen, Mutter und Töchter des damaligen Stabschefs der Mai-Mai Cheka, Sadoke Kokunda Mayele, unter den Opfern sein.

## Reaktionen
Die UN-Organisation OCHA bestätigte die Vorfälle.
UN-Generalsekretär Ban Ki-moon erklärte, dass Untergeneralsekretär Atul Khare die Vorfälle direkt im Kongo untersuchen werde. Die UN-Sonderbeauftragte für sexuelle Gewalt in Konfliktgebieten Margot Wallström werde die Koordinierung übernehmen. Wallström und Khare sprachen am 7. September 2010 von einer kollektiven Verantwortung der UNO. Es wurde betont, dass Maßnahmen zur Verbesserung der Kommunikation eingeleitet würden. Die Soldaten sollten Standardfragen stellen und den Kontakt zur Bevölkerung intensivieren. Zusätzlich würden die Soldaten mit Mobiltelefonen ausgestattet und es solle mehr nächtliche Patrouillen geben.
Laut Aussage der UNO seien 750 Soldaten seit 1. September 2010 mit kongolesischen Soldaten unterwegs, um die Täter zu finden und festzunehmen. Mindestens 27 Bewaffnete hätten sich bereits gestellt und vier weitere seien festgenommen worden.
Die kongolesische Regierung wurde am 17. September 2010 vom UN-Sicherheitsrat scharf kritisiert. Er forderte eine umgehende Bestrafung der Täter und Hilfe für die Opfer. Die kongolesische Regierung wies die Kritik zurück und erklärte, die Gruppen der Schuldigen seien bereits eingekesselt.
Am 6. Oktober 2010 wurde Sadoke Kokunda Mayele, ein Colonel der Mai-Mai Cheka, im Osten des Kongo festgenommen. Die Festnahme steht im Zusammenhang mit den Massenvergewaltigungen.
Laut den polizeilichen Ermittlungen der kongolesischen Behörden waren die Massenvergewaltigungen eine Vergeltungsaktion der FDLR. Dem soll ein Streit vorausgegangen sein, bei dem es um die Verteilung des Goldes und die Frage des Vorgehens gegen die Armee des Kongos gegangen sein soll. Diese soll von Seraphin Lionceau, dem Verantwortlichen für die Goldminen in der FDLR, angeführt worden sein.
Es bestehen auch Haftbefehle gegen Seraphin Lionceau und Ntabo Ntambui Cheka.
Am 19. November 2011 starb ein Oberst der FDLR, Evariste Kanzeguhera alias Sadiki Soleil, unter ungeklärten Umständen. Der Mord soll aus Rache für die Massenvergewaltigungen von Milizen der Mai-Mai Cheka durchgeführt worden sein.